# اچ‌ام‌اس سووا
اچ‌ام‌اس سووا (به انگلیسی: HMS Suva) یک کشتی است که طول آن ۳۰۰٫۳ فوت (۹۲ متر) می‌باشد. این کشتی در سال ۱۹۰۶ ساخته شد.